# 통영 세병관
통영 세병관(統營 洗兵館)은 대한민국 경상남도 통영시에 있는 조선시대의 관아이다. 2002년 10월 14일 대한민국의 국보 제305호로 지정되었다.

## 역사
통영지 공해편에 의하면 세병관은 제6대 통제사인 이경준이 두룡포에서 통제영을 이 곳으로 옮긴 이듬해인 1604년(선조 37년) 완공한 조선 삼도수군 통제영 본영(三道水軍 統制營 本營)의 중심건물이다. 이 건물은 창건 후 약 290년 동안 3도(충청, 경상, 전라) 수군을 총 지휘했던 곳으로 그 후 몇 차례의 보수를 거치긴 했지만 아직도 멀리 남해를 바라보며 당시의 위용을 자랑하고 있는 지방관아 건물로서는 최고의 위치를 차지하고 있다.
건물의 기단은 장대석 2벌대로 쌓아 비교적 낮은 편이며 기단 윗면에는 전돌을 깔았고 큼직큼직한 자연석 초석 위에는 민흘림 기둥을 세웠다. 건물의 평면은 정면 9칸, 측면 5칸으로 앞뒤에는 간살을 작게 잡은 퇴칸을 설치하였고 앞뒤에는 간살을 작에 잡은 퇴칸을 설치하였고 현재는 사방으로 개방되어 있지만 원래는 평면의 기능에 따라 벽체가 설치되었던 것으로 한때 통영초등학교로 사용되면서 건물내부에서는 약간의 변화가 있었던 것으로 보인다. 건물내부에는 모두 우물마루가 깔려 있는데 후면 내진주열 중앙에 주변 우물마루 보다 약 45cm 정도 높은 단을 설치하여 궐패를 모시는 공간을 마련하였고 그 위로 홍살을 세워 공간의 위계를 분리하였다. 그리고 후면 내진주열 중방 하부에는 머름을 설치하여 분합문을 달고 중방위로는 판벽으로 마감하여 무인도(武人圖)를 그렸으며 천장은 소란반자를 설치하였다.
건물의 지붕은 팔작지붕으로 모두 양성마루로 구성되어있다. 특히 용마루와 내림마루에는 용두가 올려져 있다. 건물의 뼈대를 구성하고 있는 가구(架構)는 2평주(平株), 3고주(高株), 9랑가(樑架)로 전·후 처마기둥과 내진고주 사이에 퇴량이 걸쳐지고 대량은 전·후면 내진고주 위에 놓였다. 그리고 후면 내진고주 앞쪽으로는 또 한 줄의 내진주열을 배치하였는데 이 내진고주는 전·후면 내진고주 보다 포작의 높이만큼 높아져 기둥머리 위에서 간단한 보아지 형태로 대들보를 받치고 있다. 대들보 위로는 양쪽으로 간단한 형대의 포대공을 짜고 중종보를 올렸는데 이러한 수법은 중종보 위에서 종보를 받치는 수법과 동일하다. 종보 위로는 화려한 파련대공을 짜아 종도리를 받치고 있다.
기둥위에 짜여진 공포는 익공계에 가까운 1,2제공으로 포작을 구성하고 있는데 외부에서만 행공첨차를 사용하였고 2제공의 뒷몸은 퇴량을 받게 하였다. 첨차하부는 선각되어 있으며 세부적인 수법은 익공계 포작수법을 많이 따르고 있으며 각주칸에는 화려한 화반이 놓여 있다. 내부천장은 모두 연등천장으로 부재에는 모로단청 수법이 잘 남아있다.(다만, 건물 내부의 중앙에 약 45cm 높이의 단이 만들어져 있다. 이곳은 부분적으로 우물반자를 설치하였다.객사답게 수령을 비롯한 관원들이 초하루와 보름 그리고 나라에 큰일이 있을 때 대궐을 바라보며 절하는 향망궐배(向望闕拜)를 행하기 위해 마련해 놓은 것으로 여기에는 임금의 궐패(闕牌)가 모셔져 있었다고 한다.)
세병관은 17세기초에 건립된 목조단층 건물로 경복궁 경회루, 여수 진남관과 더불어 한국에서 규모가 큰 건물에 속하고 이미 국보로 지정된 여수 진남관과 더불어 그 역사성과 학술적 예술적 가치가 충분하므로 국가지정문화재 '국보'로 승격·지정되었다.

## 같이 보기
- 통영 삼도수군통제영
- 두룡포기사비 - 경상남도 유형문화재 제112호
- 인신공양

## 참고 자료
- 통영 세병관 - 국가유산청 국가유산포털